# Mollkirch
Mollkirch – miejscowość i gmina we Francji, w regionie Grand Est, w departamencie Dolny Ren.
Według danych na rok 1990 gminę zamieszkiwały 552 osoby, 44 os./km².